# Върджин Рейсинг
 Тази статия е за отбора от Формула 1.  За отбора от Формула Е вижте Върджин Рейсинг (Формула Е).  
Върджин Рейсинг (на английски език - Virgin Racing) е британски тим от Формула 1, създаден в края на 2009 година от британския милиардер сър Ричард Брансън, и носещ името на неговата компания Върджин Груп.
Представен предварително като Manor Grand Prix на 12 юни 2009 г., като един от четирите избрани нови тимове, които ще участват пре новият сезон във Формула 1, на 30 ноември същата година ФИА публикува преработен списък на тимовете, като обявява че името на отбора ще е Virgin Racing.
Ричард Брансън и Virgin Group са главен спонсор на отбора, който е представен пред общественността на 15 декември 2009 година.